# Saotomébrilvogel
De saotomébrilvogel (Zosterops feae) is een zangvogel uit de familie Zosteropidae (brilvogels). De vogel werd ook wel als ondersoort van de principebrilvogel gezien en dan Zosterops ficedulinus feae genoemd.

## Kenmerken
De vogel is 10,5 cm lang. Deze bril vogel lijkt sterk op de principebrilvogel maar is iets donkerder en veel egaler groen van boven. Van onder is de vogel meer geelachtig met op de flanken licht roodbruine vlekken. De snavel is roze.

## Verspreiding en leefgebied
Deze soort is endemisch op Sao Tomé, waar de soort vooral voorkomt in de hoger gelegen bossen tot 1600 meter, maar ook in de laaglanden en zowel in primair regenwoud als secundaire bos en verwilderde cacaoplantages.

## Status
De saotomébrilvogel heeft een beperkt verspreidingsgebied en daardoor is de kans op uitsterven aanwezig. De grootte van de populatie werd in 2018 door BirdLife International geschat op 2,5 tot 10 duizend individuen en de populatie-aantallen nemen af door habitatverlies. Hoewel in de hoger gelegen delen het bos nog wel wordt gespaard, vindt elders ontbossing plaats waarbij natuurlijk bos wordt omgezet in gebied voor agrarisch gebruik en worden wegen aangelegd wat leidt tot versnippering van het leefgebied. Om deze redenen staat deze soort als gevoelig op de Rode Lijst van de IUCN.